# Takahiro Shikine
Takahiro Shikine (en japonés: 敷根崇裕, Shikine Takahiro, 7 de diciembre de 1997) es un deportista japonés que compite en esgrima, especialista en la modalidad de florete.
Participó en dos Juegos Olímpicos de Verano, obteniendo una medalla de oro en París 2024, en la prueba por equipos (junto con Kyosuke Matsuyama, Kazuki Iimura y Yudai Nagano), y el cuarto lugar en Tokio 2020, en las pruebas individual y por equipos.
Ganó dos medallas en el Campeonato Mundial de Esgrima, en los años 2017 y 2023.

## Palmarés internacional
| Juegos Olímpicos   | Juegos Olímpicos   | Juegos Olímpicos  | Juegos Olímpicos    |
| Año                | Lugar              | Medalla           | Prueba              |
| ------------------ | ------------------ | ----------------- | ------------------- |
| 2024               | París (Francia)    | Medalla de oro    | Florete por equipos |
| Campeonato Mundial |                    |                   |                     |
| Año                | Lugar              | Medalla           | Prueba              |
| 2017               | Leipzig (Alemania) | Medalla de bronce | Florete individual  |
| 2023               | Milán (Italia)     | Medalla de oro    | Florete por equipos |